# Wan'an, Chongqing
Wan'an(kinesiska: 万安) är ett stadsdelsdistrikt i sydvästra Kina. Det ligger i Shizhu härad i storstadsområdet Chongqing, omkring 220 kilometer nordost om det centrala stadsdistriktet Yuzhong.